# Vaginite
 Mise en garde médicale
Une vaginite est une inflammation de la vulve, du vagin ou des deux, ou un écoulement vaginal anormal non attribuable à une cervicite.
Contrairement à une idée reçue, la vaginite est rarement en rapport avec une infection sexuellement transmissible (IST). Le protozoaire Trichomonas vaginalis est le seul agent sexuellement transmissible connu à causer une vulvo-vaginite et ne représente que 5 % des causes de vaginite. Mais la fréquence des consultations pour cette pathologie constitue néanmoins un moment important de l’évaluation des femmes à risque d'infection sexuelle.

## Rappel sur la flore vaginale
Le vagin n'est pas stérile. Il bénéficie d'une flore vaginale dont l'acidité est une bonne protection contre les infections. Le germe responsable de l'acidité est le bacille de Döderlein. La présence d'un germe retrouvé lors d'un prélèvement vaginal ne signifie pas que ce germe est responsable de la symptomatologie.

### Germes habituels de la flore vaginale
- Lactobacillus
- Corynebacterium
- Streptococcus viridans
- Streptococcus agalactiae (sérogroupe B)
- Enterococcus
- Gardnerella vaginalis
- Anaérobies
- Peptococcus
- Peptostreptococcus
- Bacteroides
- Fusobacterium
- Clostridium

### Germes inhabituels de la flore vaginale
- Streptococcus A
- Pneumocoques
- Listeria monocytogenes
- Haemophilus influenzae
- Mobiluncus
- Perfringens
- Helicobacter

## Signes cliniques
Prurit et démangeaison sont les signes habituels associées à des écoulements vaginaux anormaux. Parfois la femme se plaint uniquement d'écoulements vaginaux malodorants évocateurs d'une vaginose. À l'examen clinique, on retrouve une vulve rouge avec, lors de la mise en place du spéculum, des leucorrhées anormales.

## Diagnostic
Si le seul motif de consultation est un écoulement vaginal non prurigineux, sans odeur et apparaissant quelques jours par mois, il s'agit très probablement de l'écoulement de la glaire cervicale apparaissant avant l'ovulation et disparaissant après celle-ci. Par ailleurs, la production de pertes blanches inodores est un phénomène normal, les femmes non ménauposées en émettant entre 1 et 4 ml par jour
Parfois l'aspect des écoulements permet de suspecter le germe en cause :
- écoulement vaginal liquide blanc-grisâtre, ayant une odeur de poisson pourri souvent abondant dans la vaginose ou augmentant après un rapport sexuel.
- pertes vaginales blanches, grumeleuses et adhérentes de la mycose
- écoulement vaginal blanc-verdâtre et spumeux du Trichomonas vaginalis

### Aide du laboratoire
Le prélèvement n'est pas toujours obligatoire devant l'aspect caractéristique d'une mycose car il n'existe pas de résistance connue au traitement.

#### Vaginose
- pH vaginal supérieur à 4,5[1]
- Odeur d’amine après ajout de potasse à 10 %
- Préparation à l’état frais révélant la présence de “clue cells”
- Coloration de Gram qui révèle un changement dans la flore vaginale, soit une baisse du nombre de gros bacilles Gram positif et une nette augmentation du nombre de coccobacilles plus petits Gram variable. Des “clue cells” (cellules épithéliales recouvertes de bactéries qui leur donne un aspect granuleux) peuvent également être présentes).

#### Candidose
- pH normal inférieur à 4[1]
- Absence d’odeur d’amine après ajout de potasse à 10 %
- Préparation de l’état frais additionnée de potasse à 10 % qui révèle des levures ou des filaments pseudo-mycéliens

#### Trichomonas vaginalis
- pH vaginal supérieur à 4,5[1]
- Odeur d’amine plus souvent absente
- État frais qui révèle la présence de Trichomonas flagellés et de granulocytes
- Frottis coloré qui peut révéler la présence de Trichomonas et/ou de granulocytes

## Causes des vaginites
Lorsqu’elle est d’origine infectieuse, la vulvo-vaginite résulte d’une perturbation de la flore normale du vagin composée en majeure partie de lactobacilles.

### Causes infectieuses
- 40 % des cas sont des infections mixtes ou des pertes physiologiques.
- 30 % sont causés par une vaginose bactérienne
- 25 % sont causées par une candidose
- 5 % causées par Trichomonas vaginalis

### Causes non infectieuses
- Hypersensibilité (préservatifs en latex, spermicides, douches vaginales, savon, préparations génitales)
- Affections dermatologiques multiples (eczéma, lichen plan, lichen scléreux, psoriasis, atrophie)
- Corps étranger, traumatisme
- Mauvaise lubrification vaginale durant les rapports sexuels
- Prise d'antibactérien

## Traitement et prévention
L'hygiène vulvovaginale est nécessaire à la prévention des infections des organes génitaux féminins. Citation nécessaire